# Красичков-Терновский, Игорь Фёдорович
Игорь Фёдорович Красичков-Терновский (13 февраля 1935, Москва — 8 марта 2012, Уфа)  - математик, член-корреспондент АН РБ (1993), доктор физико-математических наук (1975), профессор (1981).

## Биография
Красичков-Терновский Игорь Федорович  родился 13 февраля 1935 года в Москве.
В 1959 году окончил Московский государственный университет имени М.В. Ломоносова.
Кандидатскую (1966) и докторскую (1974) диссертации защитил в Математическом институте им. Стеклова.
После окончания института работал редактором реферативного журнала "Математика",  библиотекарем научно-библиографического отдела Всесоюзной государственной библиотеки иностранной литературы,  старшим научным сотрудником Отдела физики и математики БФАН СССР (1973–1982),  одновременно работал  зав. кафедрой прикладной математики Уфимского авиационного института, с 1987 года -  научный сотрудник Института математики УНЦ РАН.
Область научной деятельности Красичкова-Терновского - теория функций и функциональный анализ,  спектральный синтез аналитических функций, функции конечного порядка, целые и плюрисубгармонические функции, уравнения свертки, инвариантные подпространства, однолистные функции.
В 1999 году Игорь Федорович по приглашению своего коллеги Азарина съездил в Израиль, где выступал на трех математических семинарах с докладами на английском языке.

## Труды
Красичков-Терновский Игорь Федорович - автор более 50 научных работ.
Спектральный синтез в комплексной области для дифференциального оператора с постоянными коэффициентами. I. Теоремы двойственности. II. Метод модулей. III. Обильные подмодули. IV. Синтез // Матем. сб. 1991. Т. 182, № 11. С. 1559–1588; 1992. Т. 183, № 1. С. 3–19; 1992. Т. 183, № 6. С. 55–86; 1992. Т. 183, № 8. С. 23–46.
Фундаментальный принцип для инвариантных подпространств аналитических функций // Матем. сб. 1997. Т. 188, № 2. С. 25–56; 1997. Т. 188, № 6. С. 57–98; 1997. Т. 188, № 10. С. 27–68.
Спектральный синтез и аналитическое продолжение // Успехи мат. наук. 2003. Т. 58, № 1. С. 33–112.
Сравнение целых функций конечного порядка по распределению их корней // Математический сборник. - 1966. - N 2;
Методы аппроксимации функций из инвариантных подпространств полиномами Дирихле // Сибирский математический журнал. - 1975. - N 5.
Аппроксимационная теорема для однородного уравнения векторной свертки И. Ф. Красичков-Терновский Математический сборник, 195:9 (2004), 37–56.